# Els Torms
Els Torms (nome oficial) ou Torms é um município da Espanha na comarca de , província de Lérida, comunidade autónoma da Catalunha. Tem 13,75 km² de área e em 2021 tinha 145 habitantes (densidade: 10,5 hab./km²).

## Demografia
| Variação demográfica do município entre 1991 e 2004 [carece de fontes?] | Variação demográfica do município entre 1991 e 2004 [carece de fontes?] | Variação demográfica do município entre 1991 e 2004 [carece de fontes?] | Variação demográfica do município entre 1991 e 2004 [carece de fontes?] |
| ----------------------------------------------------------------------- | ----------------------------------------------------------------------- | ----------------------------------------------------------------------- | ----------------------------------------------------------------------- |
| 1991                                                                    | 1996                                                                    | 2001                                                                    | 2004                                                                    |
| 215                                                                     | 198                                                                     | 191                                                                     | 184                                                                     |